# Loriquet à tête bleue
Pour les articles homonymes, voir Tête bleue.
Trichoglossus haematodus
Espèce
Statut de conservation UICN

 LC  : Préoccupation mineure
Statut CITES
Le Loriquet à tête bleue (Trichoglossus haematodus) est une espèce d'oiseaux, l'espèce la plus bruyante et la plus colorée du genre Trichoglossus. Les oiseaux de cette espèce sont dotés d'une langue en forme de pinceau pour aspirer le nectar des fleurs.

## Liste des sous-espèces
D'après la classification de référence (version 5.1, 2015) du Congrès ornithologique international, cette espèce est constituée des huit sous-espèces suivantes (ordre phylogénique) :
- Trichoglossus haematodus haematodus (Linnaeus, 1771) (incluant T. h. intermedius Rothschild & Hartert, 1901) ;
- Trichoglossus haematodus nigrogularis G.R. Gray, 1858 ;
- Trichoglossus haematodus caeruleiceps Albertis & Salvadori, 1879, établie au nord du détroit de Torrès[1] ;
- Trichoglossus haematodus micropteryx Stresemann, 1922 ;
- Trichoglossus haematodus massena Bonaparte, 1854 ;
- Trichoglossus haematodus nesophilus Neumann, 1929 ;
- Trichoglossus haematodus flavicans Cabanis & Reichenow, 1876 ;
- Trichoglossus haematodus deplanchii J. Verreaux & Des Murs, 1860.

Plusieurs sous-espèces que l'on plaçait traditionnellement dans cette espèce ont été séparées après que des études phylogéniques ont montré quelles étaient des espèces distinctes :
- T. h. rosenbergii Schlegel, 1871, est devenue Trichoglossus rosenbergii – Loriquet de Biak ;
- T. h. moluccanus (Gmelin, 1788) (incluant T. h. eyrei Mathews, 1912) et T. h. septentrionalis Robinson, 1900 sont devenues Trichoglossus moluccanus – Loriquet arc-en-ciel ;

Le Loriquet de Weber (Trichoglossus weberi) était aussi parfois considéré comme la sous-espèce Trichoglossus haematodus weberi.

## Description

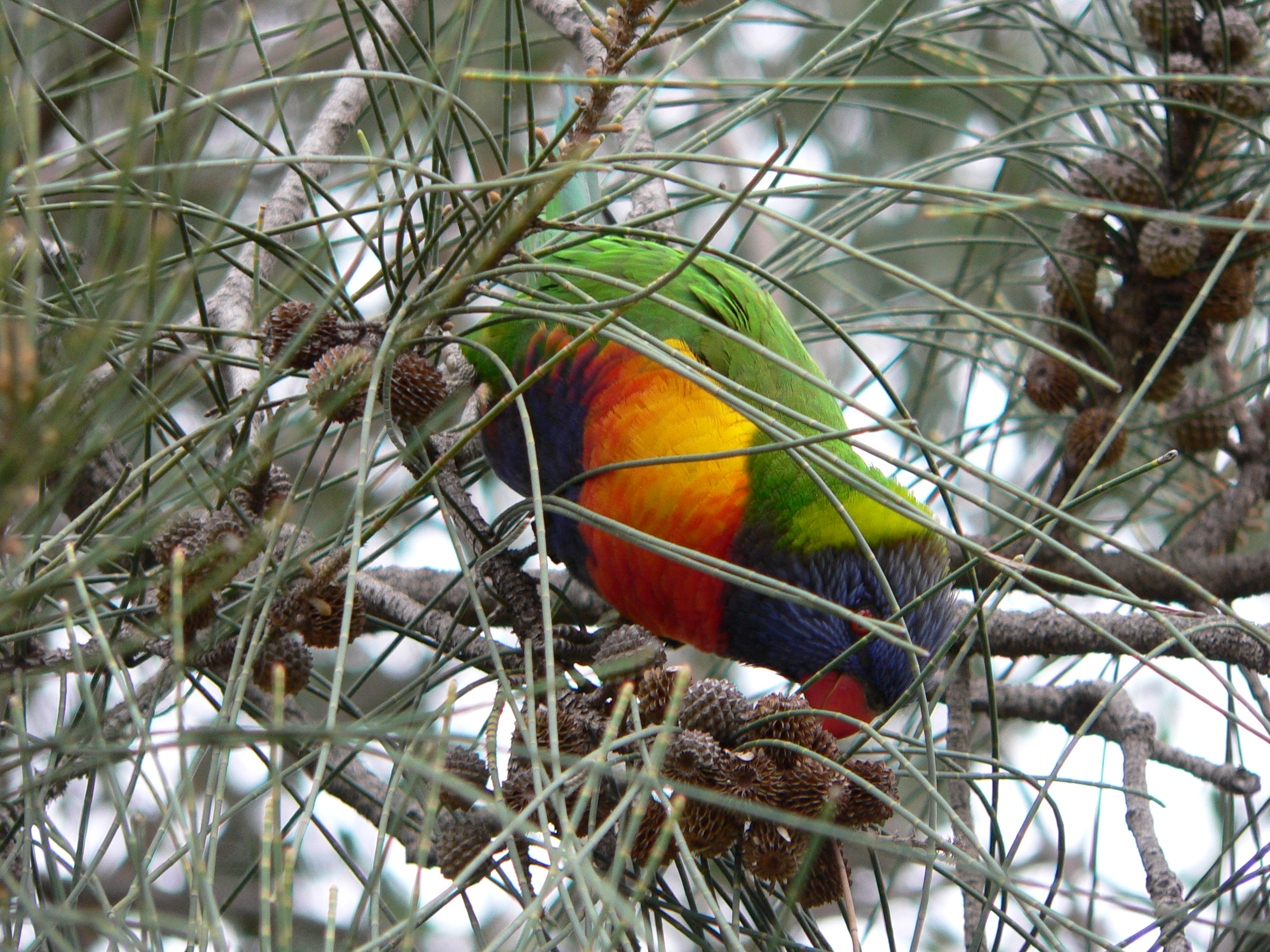
Un Loriquet à tête bleue

Il mesure 25 à 30 cm de long et a une envergure de 17 cm. Il pèse 75 à 160 g. Son plumage est particulièrement reconnaissable : une tête et un ventre bleu foncé, un dos et une queue verts, une poitrine et un bec orange. Les juvéniles ont un plumage plus terne et le bec noirâtre.

## Distribution et habitat
On le trouve en Australie, dans l'Est de l'Indonésie (dans les îles Moluques et en Nouvelle-Guinée occidentale), en Papouasie-Nouvelle-Guinée, en Nouvelle-Calédonie, dans les îles Salomon et au Vanuatu. En Australie, il est commun dans les zones côtières de l'Est du pays depuis le Queensland jusqu'en Australie-Méridionale. Il vit dans les régions boisées, fréquentant aussi bien la forêt humide, la forêt d'eucalyptus ou de Melaleuca, la forêt claire, le maquis côtier de banksia ou la mangrove.
Il a été importé dans la région de Perth, en Australie occidentale, à Auckland, en Nouvelle-Zélande (où il est considéré comme nuisible en raison des dégâts causés aux arbres fruitiers) et à Hong Kong en Chine.

## Alimentation
Il se nourrit surtout de fruits, de nectar et de pollen, en couples ou en bandes, très souvent de manière bruyante. En zone urbaine, il investit les arbres des rues ou les arbres fruitiers des particuliers de façon intrépide, lorsqu'il a repéré des fruits mûrs.

## Mode de vie
C'est un animal diurne vivant en très grandes bandes. Il ne choisira toutefois qu'un seul partenaire pour toute sa vie. Il possède un vol très rapide, et son passage très bref laisse l'impression d'un oiseau aux ailes courtes rejetées en arrière et à la longue queue pointue. Le soir, il rejoint ses congénères dans un arbre dortoir, et la bande mène un tapage, qui peut être assourdissant si la bande est nombreuse, jusqu'au coucher du soleil.

## Reproduction

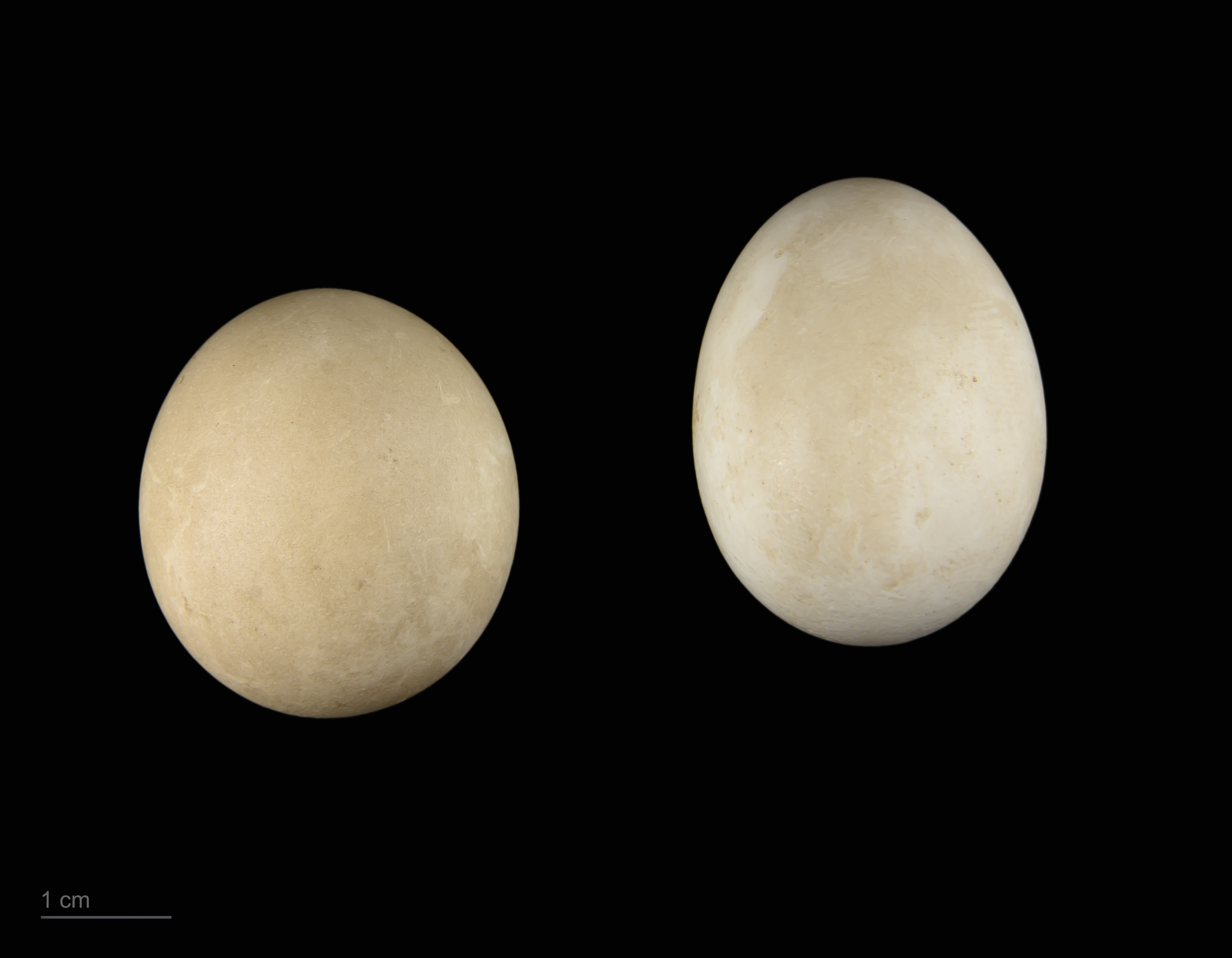
Œufs de Trichoglossus haematodus - Muséum de Toulouse.

Il se reproduit au printemps, de juillet à décembre, selon la région. Il fait en général une seule nichée par an, parfois deux. Il fait son nid dans le creux d'un tronc d'arbre, souvent à une très grande hauteur, exploitant une cavité naturelle comme l'emplacement d'une ancienne branche pourrie et tombée. Les œufs, au nombre de deux, sont déposés sur un lit de poussière de bois, de 0,5 à 1,5 mètre de l'entrée. Ils sont blancs mat, de forme ronde, mesurant environ 27 mm x 23 mm.

## Galerie

Images de sous-espèces
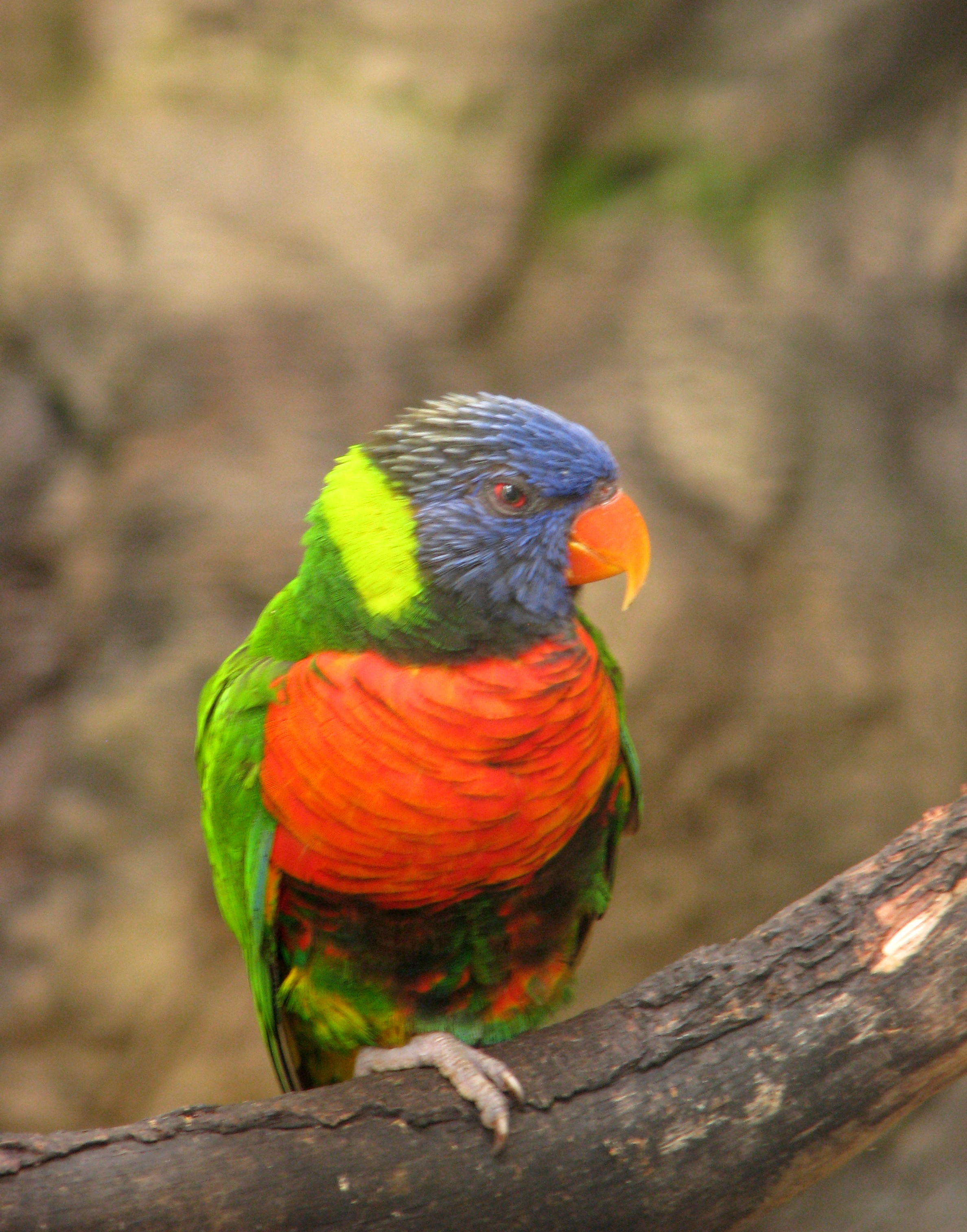
T. h. caeruleiceps
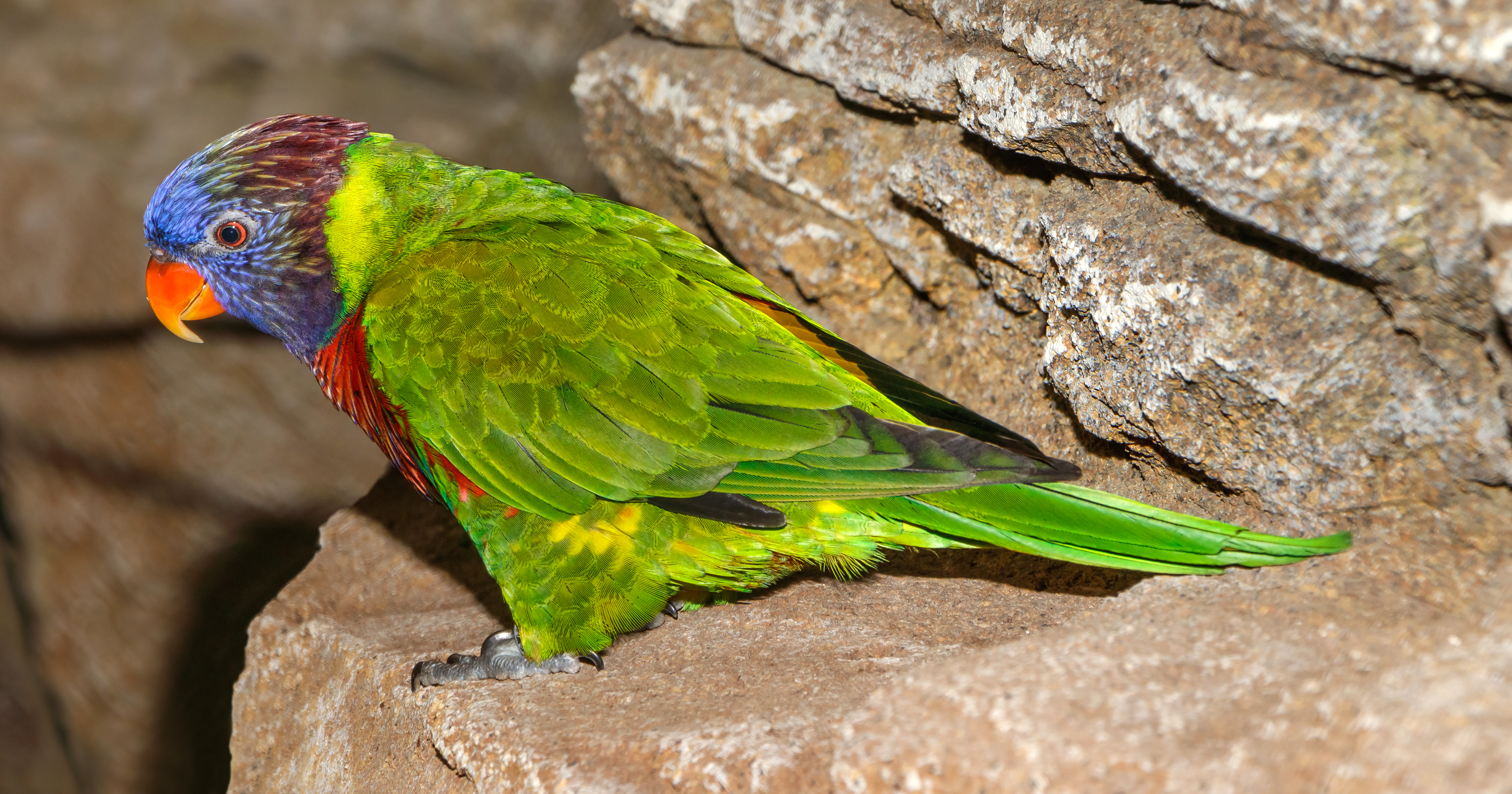
T. h. deplanchii
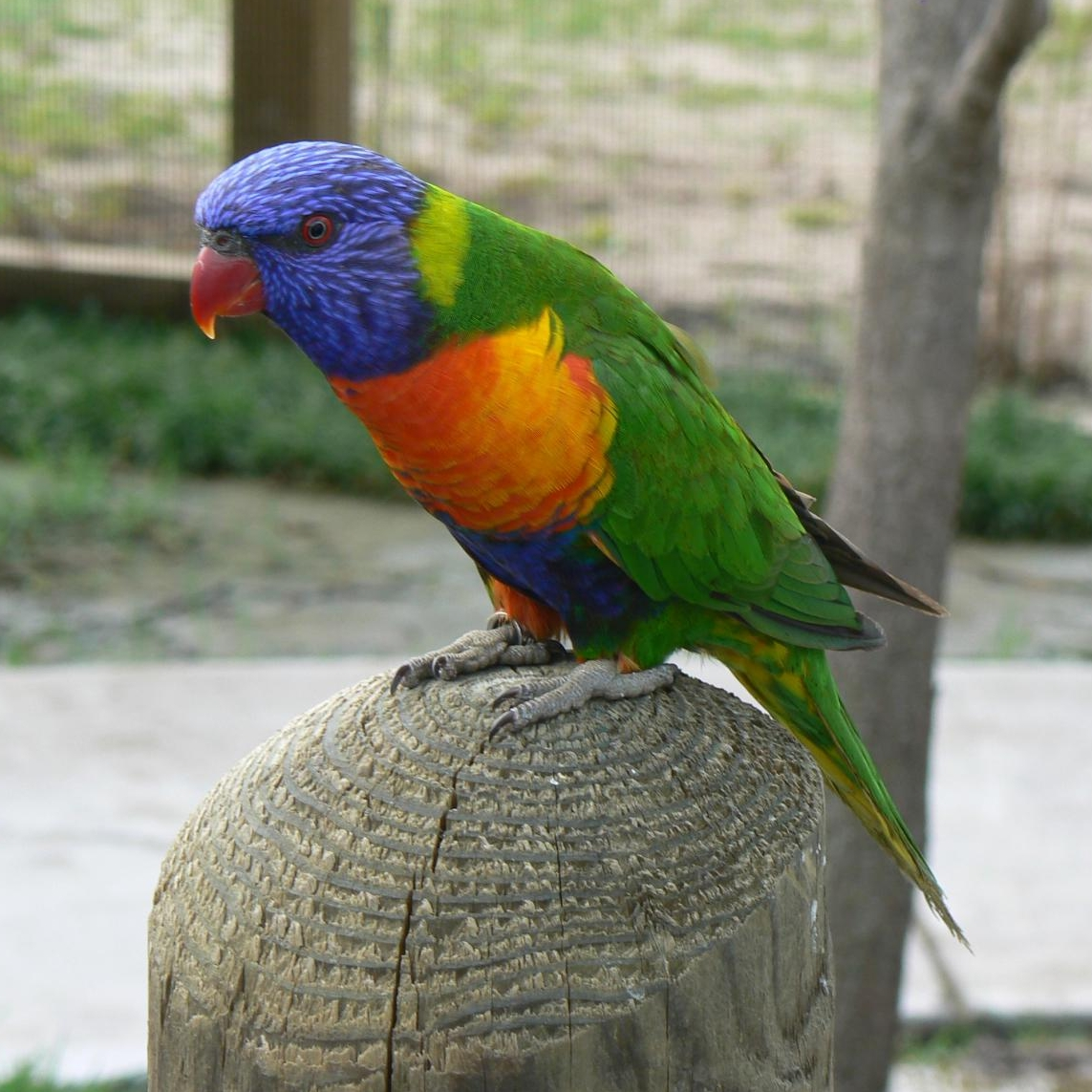
T. h. moluccanus
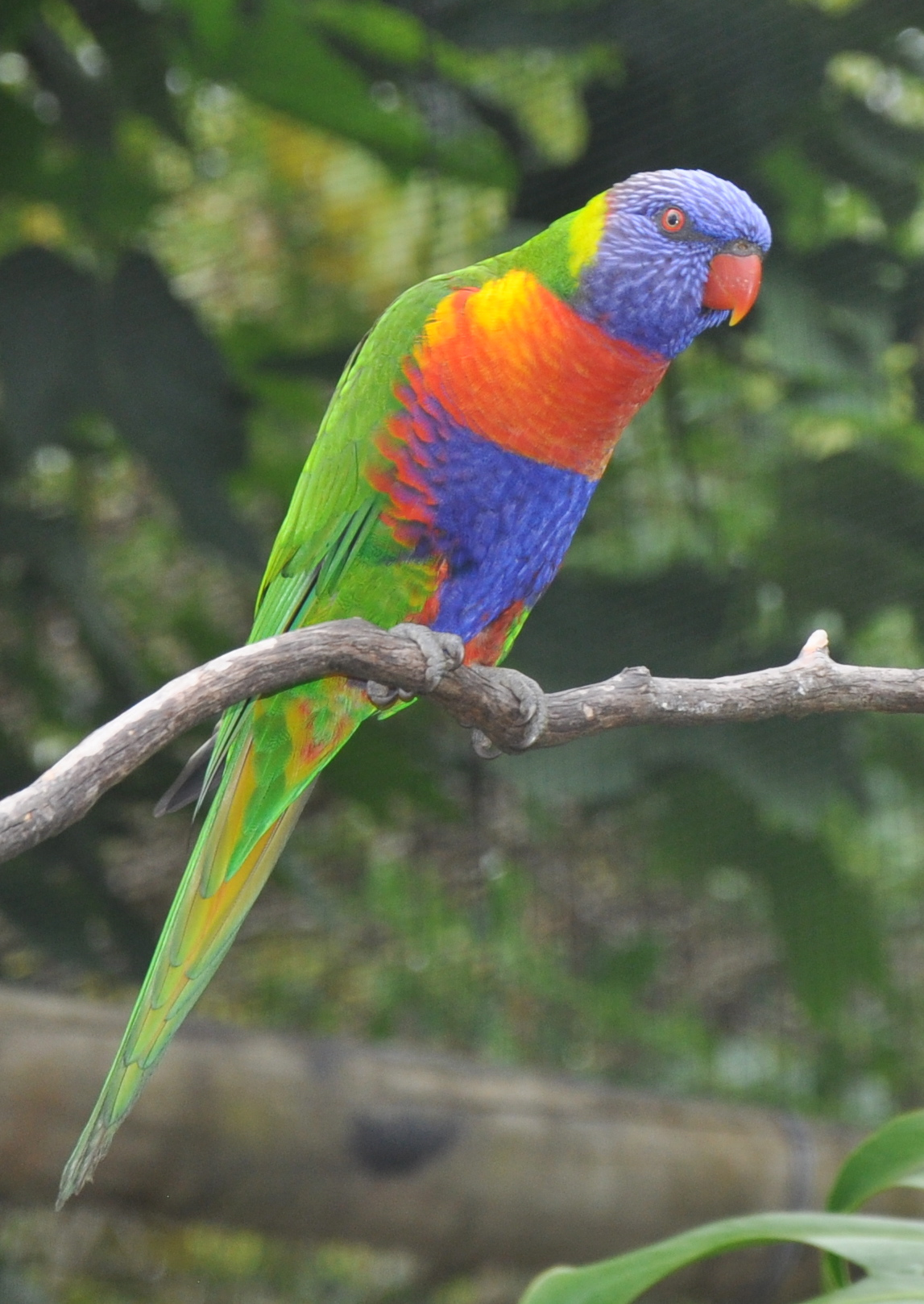
T.h. moluccanus
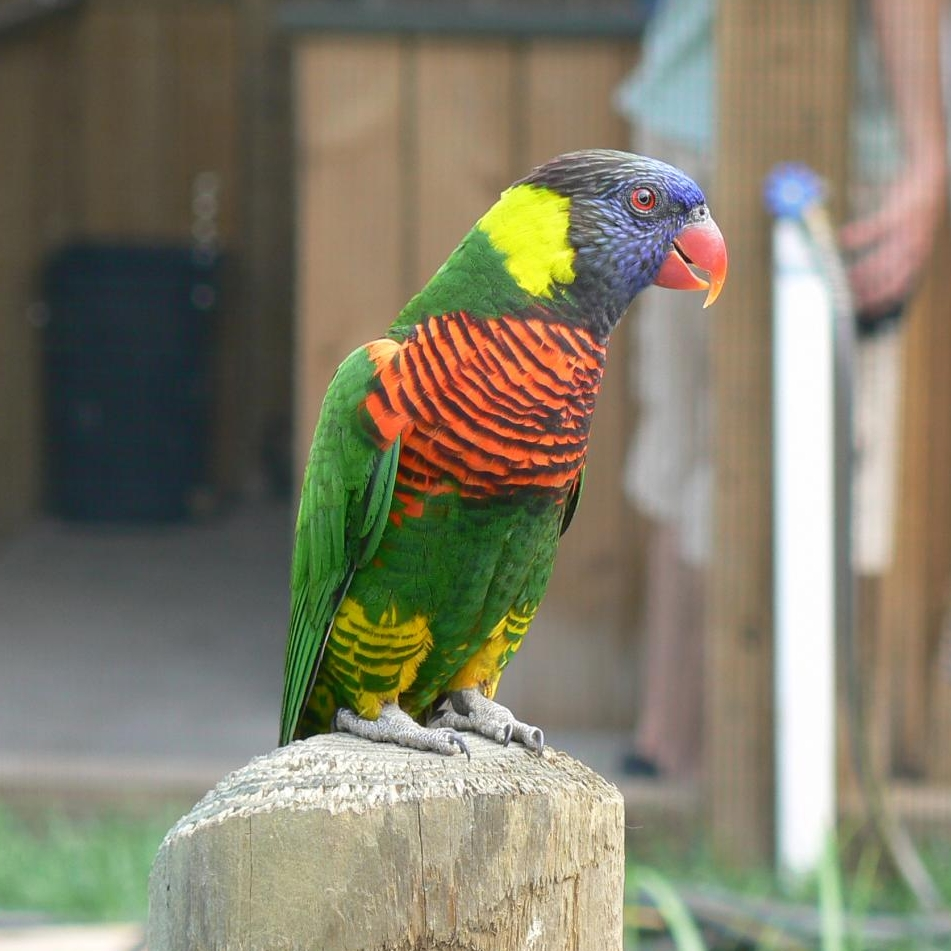
T. h. haematodus